# Kotlový štít
Le Kotlový štít est un sommet de la Slovaquie et de la chaîne des Hautes Tatras dans le massif du Gerlachovský štít qui appartient aux montagnes des Carpates occidentales. Il culmine à 2 601 mètres d'altitude.

## Première ascension
La première ascension connue date de 1834 et fut réalisée par  Ján Still, M. Urban Spitzkopf et Gellhof et deux guides.